# الخطوط الجوية الأمريكية
الخطوط الجوية الأمريكية أو أميركان إيرلاينز (بالإنجليزية: American Airlines)‏ هي شركة طيران الوطنية الأمريكية، تتخذ من مطار دالاس فورت وورث الدولي مركزاً لعملياتها بالإضافة إلى مراكزها الأخرى في مطار شيكاغو أوهير الدولي ومطار ميامي الدولي، يقع المقر الرئيسي للشركة في مدينة فورت وورث خامس أكبر مدينة في ولاية تكساس الأمريكية، تعد شركة الخطوط الجوية الأمريكية أكبر ناقل جوي في العالم من حيث عدد الركاب، وأكبر شركة طيران من حيث عدد أسطول الطائرات، تقدم الخطوط الجوية الأمريكية خدماتها لأكثر من 344 وجهة في أمريكا الشمالية، أمريكا الجنوبية، دول البحر الكاريبي، أوروبا وآسيا، تعد الخطوط الجوية الأمريكية عضو في تحالف عالم واحد، وبلغت أرباح الشركة عام 2005 ما يقارب 138 مليار دولار أمريكي.

## الوجهات والمحاور

### الوجهات
اعتبارًا من يوليو 2022، تطير الخطوط الجوية الأمريكية إلى 269 وجهة محلية و81 وجهة دولية في 48 دولة (اعتبارًا من يناير 2022) في خمس قارات.

### المحاور
لدى الأمريكية حاليًا عشرة محاور.

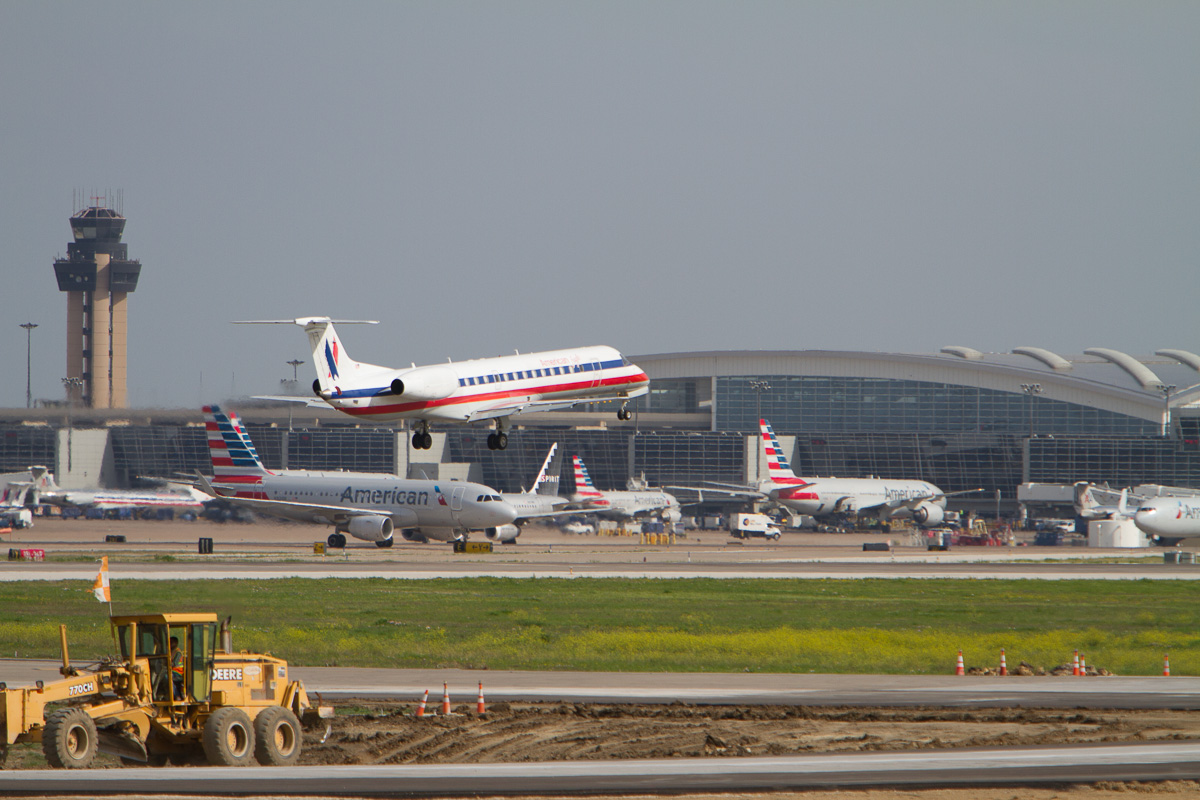
American operates its largest hub at مطار دالاس فورت ورث الدولي.

- مطار شارلوت دوغلاس الدولي – مركز جنوب شرق الولايات المتحدة وبوابة ثانوية لمنطقة البحر الكاريبي. تمتلك أمريكا حوالي 91٪ من حصة السوق في مطار شارلوت دوغلاس الدولي، مما يجعلها أكبر شركة طيران في المطار.[8] وهو مركز خطوط الولايات المتحدة الجوية السابقة.
- مطار أوهير الدولي – مركز الغرب الأوسط.[9] تستحوذ أمريكا حوالي 35٪ من حصة السوق في أوهير، مما يجعلها ثاني أكبر شركة طيران في المطار بعد الخطوط الجوية المتحدة.[9]
- مطار دالاس فورت ورث الدولي – مركز جنوب الولايات المتحدة وأكبر مركز بشكل عام.[10] تمتلك أمريكا حاليًا حوالي 87٪ من حصة السوق في المطار، مما يجعلها أكبر شركة طيران في المطار.[10] يوجد مقر الأمريكية أيضًا في فورت وورث بالقرب من المطار.[10] مطار دالاس فورت ورث الدولي محور رئيسي لوجهات المحيط الهادي والمكسيك، ومحور ثانوي لأمريكا اللاتينية.[10]
- مطار لوس أنجلوس الدولي – محور الساحل الغربي.[11]
- مطار ميامي الدولي – المحور الرئيسي لأمريكا اللاتينية ومنطقة البحر الكاريبي.[12] تمتلك أمريكا حوالي 68٪ من حصة السوق الدولية في ميامي، مما يجعلها أكبر شركة طيران في المطار.[12]
- مطار جون إف كينيدي الدولي – محور الأمريكية الرئيسي للطيران الدولي.[13] تمتلك شركة الأمريكية حوالي 12٪ من حصة السوق في مطار جون كنيدي، مما يجعلها ثالث أكبر شركة طيران في المطار بعد دلتا وجيت بلو.[14]
- مطار لاغوارديا – ثاني مركز للأمريكية في نيويورك.[15]
- مطار فيلادلفيا الدولي – المحور المحلي الرئيسي في شمال شرق أمريكا ومحور المحيط الأطلسي الثانوي، محور في المقام الأول للندن وباريس والوجهات في غرب وجنوب أوروبا.[16] تمتلك أمريكا حوالي 70٪ من حصة السوق في المطار، مما يجعلها أكبر شركة طيران في المطار. مركز خطوط الولايات المتحدة الجوية السابقة.[16]
- مطار فينيكس سكاي هاربر الدولي – محور جبال روكي.[17] تمتلك أمريكا حاليًا حوالي 33٪ من حصة السوق في المطار، مما يجعلها ثاني أكبر شركة طيران في المطار. مركز خطوط الولايات المتحدة الجوية السابقة.[18]
- مطار رونالد ريغان الوطني – محور واشنطن العاصمة. تمتلك الأمريكية حوالي 49٪ من حصة السوق في المطار، مما يجعلها أكبر شركة طيران في المطار. مركز خطوط الولايات المتحدة الجوية السابقة.[19]

### اتفاقية الرمز المشترك
الخطوط الجوية الأمريكية عضو في تحالف عالم واحد ولديها اتفاقية الرمز المشترك مع شركات الطيران التالية:
- أير لينغس[21]
- Air Tahiti Nui
- خطوط آلاسكا الجوية
- Cape Air
- كاثي باسيفيك
- خطوط جنوب الصين الجوية
- خطوط فيجي الجوية
- Gol Transportes Aéreos[22]
- خطوط هاواي الجوية
- خطوط إنديقو[23]
- خطوط جيت بلو الجوية[24]
- JetSmart[25]
- خطوط جيت ستار الجوية
- Jetstar Japan
- LEVEL[26]
- الخطوط الجوية الماليزية
- الخطوط الجوية القطرية[27]
- الخطوط الملكية المغربية
- الملكية الأردنية
- Seaborne Airlines
- Silver Airways
- الخطوط الجوية السريلانكية[28]
- خطوط فيولينغ الجوية[29]

### المشاريع المشتركة
دخلت شركة الخطوط الأمريكية في مشروعات مشتركة مع شركات الطيران التالية:
- الخطوط الجوية البريطانية
- فين إير
- أيبيريا
- الخطوط الجوية اليابانية[31]
- كانتاس[32]

## الأسطول
اعتبارًا من يناير 2023، تشغل الخطوط الجوية الأمريكية أكبر أسطول تجاري في العالم حيث يتألف من 933 طائرة من بوينغ وإيرباص، مع 161 طائرة إضافية مطلوبة. أكثر من 80٪ من طائرات الأمريكية طائرات ضيقة البدن، وبشكل رئيسي طراز إيرباص إيه 320 وطائرة بوينغ 737-800. وهي أكبر مشغل لطائرات إيرباص إيه 319 وإيه 320 وإيه 321 في العالم.
كانت الأمريكية تطلب فقط طائرات بوينغ طوال العقد الأول من القرن الحادي والعشرين. تغيرت هذه الإستراتيجية في 20 يوليو 2011، عندما أعلنت أمريكا عن أكبر طلبية شراء في التاريخ تكونت من 460 طائرة ضيقة البدن 260 طائرة منها من طراز إيرباص إيه 320. انضمت طائرات إيرباص إضافية إلى الأسطول في عام 2013 أثناء اندماج خطوط الولايات المتحدة الجوية، والتي كانت تشغل طائرات إيرباص فقط تقريبًا.
أعلنت الأمريكية في 16 أغسطس 2022 أنه أكدت صفقة مع بوم تكنولوجي لشراء ما لا يقل عن 20 طائرة من طراز بووم أوفرتشر الأسرع من الصوت وربما تصل إلى 60 طائرة.
تدير أمريكان إيرلاينز قواعد صيانة وإصلاح الطائرات في شارلوت وشيكاغو أوهير ودالاس فورت وورث وبيتسبيرج (حيث تُصان جميع طائراتها من طراز إيرباص ضيقة البدن) وتولسا.

## وصلات خارجية
- الموقع الرسمي للشركة (بالإنجليزية)
- تفاصيل أسطول الخطوط الجوية الأمريكية (بالإنجليزية)